# Phosphorchloriddifluorid
Phosphorchloriddifluorid ist ein gemischtes Halogenid des Phosphors.

## Herstellung
Durch Reaktion von Dimethylamin mit einem geringen Überschuss an Phosphortrichlorid ist Dimethylaminophosphordichlorid erhältlich, welches durch Reaktion mit Natriumfluorid oder Antimontrifluorid in Dimethylaminophosphordifluorid umgewandelt werden kann. Dieses kann wiederum mit Chlorwasserstoff in Phosphorchloriddifluorid überführt werden.
Phosphorchloriddifluorid entsteht auch neben anderen Verbindungen bei einer Austauschreaktion von Phosphortrichlorid mit Siliciumtetrafluorid bei 500 °C bis 600 °C.

## Reaktionen
Durch Reaktion mit Anthracen-9-yllithium kann Phosphorchloriddifluorid eine PF2-Gruppe übertragen.

## Externe Links zu erwähnten Verbindungen
1. ↑  Externe Identifikatoren von bzw. Datenbank-Links zu Anthracen-9-yllithium:  CAS-Nr.: 74391-89-2, Wikidata: Q134971970.